# 604 Текмесса
604 Текмесса (604 Tekmessa) — астероїд головного поясу, відкритий 16 лютого 1906 року Джоелем Хастінґсом Меткалфом у Тонтоні, Массачусетс.
Тіссеранів параметр щодо Юпітера — 3,172.